# Buffaloed
Buffaloed (bra: Como Sair de Buffalo) é um filme independente de comédia dramática americano de 2019 dirigido por Tanya Wexler e escrito por Brian Sacca. É estrelado por Zoey Deutch, Judy Greer, Jermaine Fowler, Noah Reid e Jai Courtney. O filme teve sua estreia mundial no Festival de Cinema de Tribeca em 27 de abril de 2019 e foi lançado em cinemas selecionados e sob demanda em 14 de fevereiro de 2020, pela Magnolia Pictures.

## Sinopse
A traficante local Peg Dahl fará de tudo para escapar de Buffalo, Nova York. Depois de se envolver em alguns problemas, ela se vê prejudicada por dívidas e, com suas chances de um futuro melhor fora de sua cidade natal esbanjadas, ela decide se tornar uma cobradora de dívidas e trava guerra com o "chefão" de cobrança de dívidas da cidade.[carece de fontes?]

## Elenco
- Zoey Deutch como Peggy Dahl
  - Kate Moyer como Peggy Dahl jovem
- Jermaine Fowler como Graham Feany
- Judy Greer como Kathy Dahl
- Noah Reid como J.J.
- Lusia Strus como Frances
- Lorrie Odom como Backer
- Raymond Ablack como Prakash
- Jai Courtney como Wizz
- Brian Sacca como Sal

## Produção
Em julho de 2018, foi anunciado que Zoey Deutch e Jermaine Fowler se juntaram ao elenco do filme, com Tanya Wexler dirigindo um roteiro de Brian Sacca. Em agosto de 2018, Judy Greer se juntou ao elenco do filme.
As filmagens principais começaram em 24 de julho de 2018, em Toronto, Canadá. Produção concluída em 23 de agosto de 2018.

## Lançamento
O filme teve sua estreia mundial no Festival de Cinema de Tribeca em 27 de abril de 2019. Pouco depois, Magnolia Pictures adquiriu os direitos de distribuição para o filme e mais tarde foi lançado em 14 de fevereiro de 2020. Ele também teve uma exibição especial no Festival Internacional de Cinema de Buffalo em 13 de outubro de 2019.

## Recepção

### Bilheteria
Em 28 de fevereiro de 2020, Buffaloed arrecadou US$ 29 118 no mercado interno.

## Resposta da crítica
No agregador de críticas Rotten Tomatoes, o filme tem uma taxa de aprovação de 78%, com base em 49 resenhas, com uma classificação média de 6,50 / 10. O consenso dos críticos do site diz: "Esta comédia do capitalismo tardio é inegavelmente desigual, mas o desempenho efervescente de Zoey Deutch dá asas a Buffaloed." No Metacritic, o filme tem uma pontuação média de 61 em 100, com base em 13 críticos, indicando "avaliações geralmente favoráveis".